# Mark Adler (Informatiker)

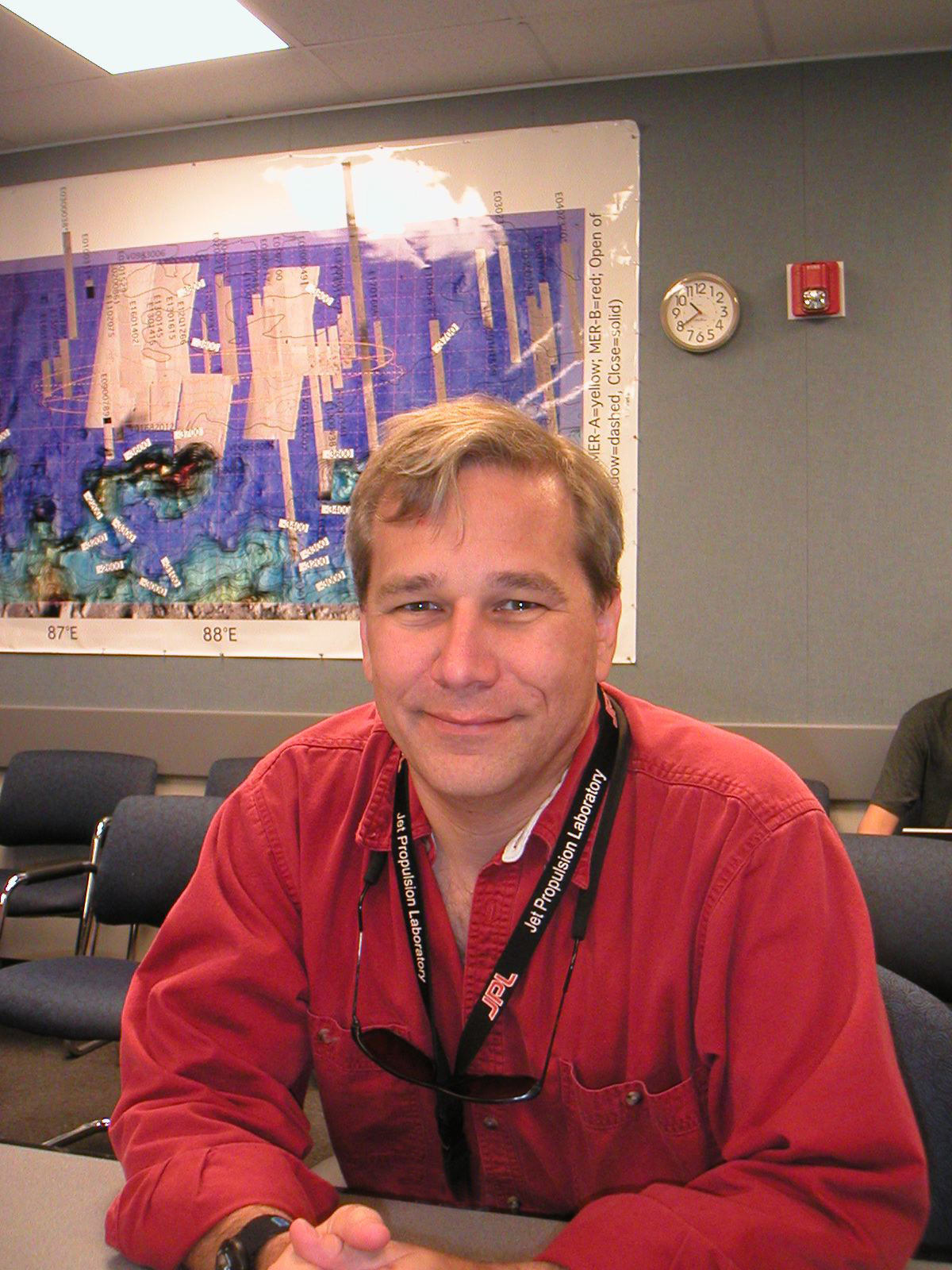
Mark Adler am JPL, 2002

Mark Adler (* 3. April 1959 in Miami) ist ein US-amerikanischer Informatiker und Raumfahrtingenieur.
Adler studierte Mathematik (Bachelor 1981) und Elektrotechnik (Master 1985) an der University of Florida. 1990 wurde er am Caltech in Physik promoviert. Danach arbeitete er bei Hughes Aircraft an unterschiedlichen Projekten wie Datenkompression. 1992 bis 1995 war er leitend an der Cassini-Huygens Mission beteiligt (Lead Mission Engineer für Cassini) und danach am Jet Propulsion Laboratory leitender Ingenieur für unbemannte Erkundungsmissionen zum Mars. Er leitete die Entwicklung für geplante Missionen, die Bodenproben zurückbringen sollten (Mars Sample Return Project), was aber nach dem Misserfolg des Mars Polar Lander nicht mehr realisiert wurde, und hatte leitende Funktionen bei der Mars Exploration Rover Mission von 2003 am JPL (unter anderem für die Exploration mit dem Spirit-Rover).
Er ist Co-Autor der Zlib-Bibliothek (und des nach ihm benannten Prüfsummenalgorithmus Adler-32), gzip (beide mit dem Franzosen Jean-Loup Gailly) und Info-ZIP. Außerdem war er am PNG-Format beteiligt.